# Сеса Аурунка
Сеса Аурунка (итал. Sessa Aurunca) је насеље у Италији у округу Казерта, региону Кампанија.
Према процени из 2011. у насељу је живело 5269 становника. Насеље се налази на надморској висини од 201 м.

## Становништво
| 1931.  | 1936.  | 1951.  | 1961.  | 1971.  | 1981.  | 1991.  | 2001.  | 2011.  |
| ------ | ------ | ------ | ------ | ------ | ------ | ------ | ------ | ------ |
| 21.821 | 23.013 | 24.906 | 24.740 | 24.138 | 23.570 | 23.394 | 22.825 | 22.216 |